# Лончкі-Бжеські
Лончкі-Бжеські (пол. Łączki Brzeskie) — село в Польщі, у гміні Пшецлав Мелецького повіту Підкарпатського воєводства.
Населення — 1072 особи (2011).
У 1975—1998 роках село належало до Ряшівського воєводства.

## Демографія
Демографічна структура станом на 31 березня 2011 року:
|          | Загалом | Допрацездатний вік | Працездатний вік | Постпрацездатний вік |
| -------- | ------- | ------------------ | ---------------- | -------------------- |
| Чоловіки | 532     | 124                | 357              | 51                   |
| Жінки    | 540     | 132                | 282              | 126                  |
| Разом    | 1072    | 256                | 639              | 177                  |